# スチール・ウッド・ガーデン
株式会社スチール・ウッド・ガーデン（Still Wood Garden）は東京都世田谷区にある芸能事務所。日本声優事業社協議会会員。主に声優のマネージメントを行っている。

## 所属声優
※2024年7月現在。
| 男性 | - 門脇舞以（業務提携） - 七緒はるひ（業務提携） - 葉月真衣 - 花柚 |

### 準所属
| - 中島大 - 野木侑宏 - 油井俊通 | - いいまりな - 石崎紗彩 - 岩本紗依 - 酒井ひな - 島田亜季 - 高杉薫 - 寺島あかり - 那瀬ひとみ - 花田茜 - 南澤かすみ |

### 預り所属

#### 男性
- 青木崚
- 赤崎勝彦
- 伊藤拓磨
- 大須賀直也
- 叶柳成
- 菅野隼人
- 木村亮太
- 小岩明訓
- 酒井隼平
- 櫻井昌雄
- 角田裕陸
- 中原怜瑠
- 春凪駿
- 増広凌雅
- 峯孝仁
- 若松共生

#### 女性
- 相川ゆうき
- 麻田詩織
- 有賀瑛里
- 杏野成美
- 一ノ瀬円
- 石日谷結佳
- 和泉柚那
- 稲垣希旺
- 海月くらげ
- 大槻かなえ
- 尾崎ほのか
- 亀郷美月
- 金子広美
- 済木心媛
- 阪井凪
- 櫻井みゆか
- 杉本有彩
- 鈴木夏菜
- 田中ナタリア
- 中川結美子
- 中村ゆか
- 長塚佳子
- 梨和えり
- 西野真央
- 服部果蓮
- 花岡水晴
- 春乃奈美
- 平林美帆
- 藤井うき
- 松野下真由
- 松原萌唯
- 水都ゆき
- 盛衣織
- 山神まゆ
- 吉田恵理香

## かつて所属していた声優

### 男性
- 川上貴史
- 岡野浩介（現所属：エスエスピー）
- 笹倉豊
- 三品建

### 女性
- 榎あづさ（フリー）
- 萱沼千穂（現所属：BloomZ）
- 倉口桃
- 富樫美鈴（現所属：賢プロダクション）
- 都丸ちよ（フリー）
- 宮木南美（現所属：INSPIONエージェンシー）